# 気吹戸主神
気吹戸主神（いぶきどぬしのかみ）は、日本神話に登場する神である。大祓詞にも登場し、海原に強風を生み出し罪穢を吹き払う神とされる。伊吹戸主神とも記載される。

## 概要
祓戸四柱の１神であり、神直日神・大直日神 と同神とする伝承が多く、大祓詞後釈 では「此（この）神は、すべて万（よろず）の凶事（まがごと）を、直し清め給う御霊の神にませば、広くいふ時は、早川の瀨に流れ出るより、根国に到りて、さすらひ失（うす）るまで、始め終わりすべて、此神の御霊にあらざることなければ也」と説明される。

## 考証
- 倭姫命世記 では、「伊吹戸主、またの名を神直日神・大直日神と曰う」とされる。
- 中臣祓訓解（弘法大師作と伝えられる書）では、「名を神直日神・大直日神といい、聞き直し見直し給う神」 とされる。
- 本居宣長は、瀬織津姫と禍津日神を同神とする独特の解釈をし、そのため、気吹戸主神を神直日神・大直日神と同神と解釈した。